# Phronia tenebrosa
Phronia tenebrosa är en tvåvingeart som beskrevs av Daniel William Coquillett 1904. Phronia tenebrosa ingår i släktet Phronia och familjen svampmyggor. Inga underarter finns listade i Catalogue of Life.